# Kearophus
Kearophus is een geslacht van kevers uit de familie van de loopkevers (Carabidae). De wetenschappelijke naam van het geslacht is voor het eerst geldig gepubliceerd in 2004 door Dajoz.

## Soorten
Het geslacht Kearophus is monotypisch en omvat slechts de volgende soort:
- Kearophus guyanensis Dajoz, 2004